# Jezioro krasowe

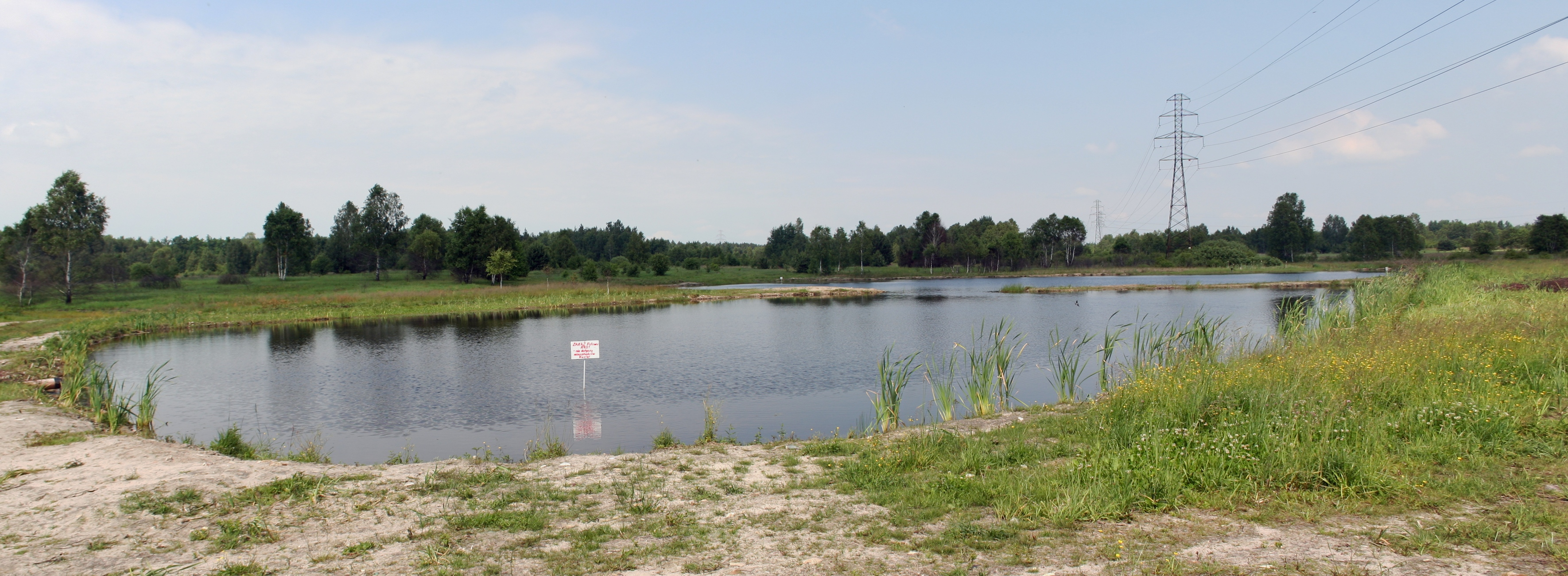
Jezioro krasowe w Kusiętach, Jura Krakowsko-Częstochowska

Jezioro krasowe – rodzaj jeziora w obniżeniu krasowym wypełnionym wodą. Powstaje w wyniku:
- podniesienia się zwierciadła wód podziemnych (stałego lub okresowego);
- niedostatecznego odwodnienia polja (jezioro poljowe);
- wyścielenia dna leja krasowego osadami nieprzepuszczalnymi;
- zapadnięcia się skał gipsowych lub wapiennych[1].

W Polsce skupiska takich jezior występują na Polesiu Zachodnim.